# 1re étape du Tour de France 1998
Pour un article plus général, voir Tour de France 1998.
La première étape du Tour de France a eu lieu le 12 juillet 1998, jour de la finale de la Coupe du Monde de football, entre Dublin et Dublin avec 180,5 km de course sur un parcours assez vallonné, marqué par la traversée des Wicklow Mountains et plus particulièrement du Wicklow Gap, côte de 3e catégorie culminant à 540 mètres.

## Récit
Pour cette première étape, disputée sur le sol irlandais, les sprinteurs devaient pouvoir sans trop de soucis, hormis la côte du Wicklow Gap, dont les forts pourcentages dans son final pouvaient faire des victimes. Le champion de Belgique Tom Steels s'impose au sprint devant Erik Zabel pour la première fois sur le Tour, lui qui fut exclu l'année précédente, en ayant la mauvais idée d'avoir jeté son bidon sur Frédéric Moncassin, qui n'avait pourtant rien à se reprocher. L'étape a été animée par une longue échappée de sept coureurs, parmi lesquels ont trouve le néophyte allemand Jens Voigt et Stefano Zanini, coéquipier très apprécié de Tom Steels, prenant par la même occasion le maillot de meilleur grimpeur. Jacky Durand accompagné du Belge Paul Van Hyfte se sont extraits de ce groupe à une trentaine de kilomètres de l'arrivée, mais se sont fait avaler par le peloton à une dizaine de kilomètres de Dublin. Mario Cipollini, quant à lui, n'a pu disputer le sprint en raison d'une chute à huit kilomètres du but provoquée par l'un de ses coéquipiers. Il termine 184ème à 3 minutes 40 du sprinteur belge de la Mapei. La principale victime est le français Ludovic Auger, qui est le premier coureur à abandonner sur ce Tour 1998.
Au classement général, pas de changement, si ce n'est la remontée de Zabel et de Steels, pointant à la 8ème et 9ème place, à respectivement 8 et 9 secondes du leader britannique, le belge s'accaparant le maillot vert. L'équipe Festina reste leader du classement par équipes, et Jan Ullrich du classement du meilleur jeune.

## Classement de l'étape
| \| Classement de l'étape \| Classement de l'étape \| Classement de l'étape \| Classement de l'étape \| Classement de l'étape \| \| Coureur \| Coureur \| Pays \| Équipe \| Temps \| \| --------------------- \| --------------------- \| --------------------- \| ------------------------------- \| --------------------- \| \| 1er \| Tom Steels \| Belgique \| Mapei-Bricobi \| 2 h 29 min 58 s \| \| 2e \| Erik Zabel \| Allemagne \| Deutsche Telekom \| + 0 s \| \| 3e \| Robbie McEwen \| Australie \| Rabobank \| + 0 s \| \| 4e \| Gian Matteo Fagnini \| Italie \| Saeco-Cannondale \| + 0 s \| \| 5e \| Nicola Minali \| Italie \| Riso Scotti-MG Boys Maglificio \| + 0 s \| \| 6e \| Frédéric Moncassin \| France \| Gan \| + 0 s \| \| 7e \| Philippe Gaumont \| France \| Cofidis-Le Crédit par Téléphone \| + 0 s \| \| 8e \| Mario Traversoni \| Italie \| Mercatone Uno-Bianchi \| + 0 s \| \| 9e \| François Simon \| France \| Gan \| + 0 s \| \| 10e \| Ján Svorada \| Tchéquie \| Mapei-Bricobi \| + 0 s \| |                     |           |                                 |                 |
| |                     |           |                                 |                 |
| |                     |           |                                 |                 |
| Classement de l'étape |                     |           |                                 |                 |
| Coureur | Coureur             | Pays      | Équipe                          | Temps           |
| 1er | Tom Steels          | Belgique  | Mapei-Bricobi                   | 2 h 29 min 58 s |
| 2e | Erik Zabel          | Allemagne | Deutsche Telekom                | + 0 s           |
| 3e | Robbie McEwen       | Australie | Rabobank                        | + 0 s           |
| 4e | Gian Matteo Fagnini | Italie    | Saeco-Cannondale                | + 0 s           |
| 5e | Nicola Minali       | Italie    | Riso Scotti-MG Boys Maglificio  | + 0 s           |
| 6e | Frédéric Moncassin  | France    | Gan                             | + 0 s           |
| 7e | Philippe Gaumont    | France    | Cofidis-Le Crédit par Téléphone | + 0 s           |
| 8e | Mario Traversoni    | Italie    | Mercatone Uno-Bianchi           | + 0 s           |
| 9e | François Simon      | France    | Gan                             | + 0 s           |
| 10e | Ján Svorada         | Tchéquie  | Mapei-Bricobi                   | + 0 s           |

## Classement général
A la suite de cette première étape en ligne, le classement général ne subit pas de changement en tête. Chris Boardman (Gan) devance toujours Abraham Olano (Banesto) de quatre secondes et Laurent Jalabert (ONCE) de cinq secondes. Cependant, on voit les deux sprinteurs Erik Zabel (Deutsche Telekom) et Tom Steels (Mapei-Bricobi) rentrer dans le top 10 grâce aux bonifications prises en cours d'étape.
| \| Classement général \| Classement général \| Classement général \| Classement général \| Classement général \| \| Coureur \| Coureur \| Pays \| Équipe \| Temps \| \| ------------------ \| ------------------ \| ------------------ \| ------------------------------- \| ------------------ \| \| 1er \| Chris Boardman \| Royaume-Uni \| Gan \| 4 h 39 min 10 s \| \| 2e \| Abraham Olano \| Espagne \| Banesto \| + 4 s \| \| 3e \| Laurent Jalabert \| France \| ONCE \| + 5 s \| \| 4e \| Bobby Julich \| États-Unis \| Cofidis-Le Crédit par Téléphone \| + 5 s \| \| 5e \| Christophe Moreau \| France \| Festina-Lotus \| + 5 s \| \| 6e \| Jan Ullrich \| Allemagne \| Deutsche Telekom \| + 5 s \| \| 7e \| Alex Zülle \| Suisse \| Festina-Lotus \| + 7 s \| \| 8e \| Erik Zabel \| Allemagne \| Deutsche Telekom \| + 8 s \| \| 9e \| Tom Steels \| Belgique \| Mapei-Bricobi \| + 9 s \| \| 10e \| Laurent Dufaux \| Suisse \| Festina-Lotus \| + 9 s \| |                   |             |                                 |                 |
| |                   |             |                                 |                 |
| |                   |             |                                 |                 |
| Classement général |                   |             |                                 |                 |
| Coureur | Coureur           | Pays        | Équipe                          | Temps           |
| 1er | Chris Boardman    | Royaume-Uni | Gan                             | 4 h 39 min 10 s |
| 2e | Abraham Olano     | Espagne     | Banesto                         | + 4 s           |
| 3e | Laurent Jalabert  | France      | ONCE                            | + 5 s           |
| 4e | Bobby Julich      | États-Unis  | Cofidis-Le Crédit par Téléphone | + 5 s           |
| 5e | Christophe Moreau | France      | Festina-Lotus                   | + 5 s           |
| 6e | Jan Ullrich       | Allemagne   | Deutsche Telekom                | + 5 s           |
| 7e | Alex Zülle        | Suisse      | Festina-Lotus                   | + 7 s           |
| 8e | Erik Zabel        | Allemagne   | Deutsche Telekom                | + 8 s           |
| 9e | Tom Steels        | Belgique    | Mapei-Bricobi                   | + 9 s           |
| 10e | Laurent Dufaux    | Suisse      | Festina-Lotus                   | + 9 s           |

## Classements annexes
| Classement par points | Classement par points | Classement par points | Classement par points | Classement par points |
| Coureur               | Coureur               | Pays                  | Équipe                | Points                |
| --------------------- | --------------------- | --------------------- | --------------------- | --------------------- |
| 1er                   | Tom Steels            | Belgique              | Mapei-Bricobi         | 35 pts                |
| 2e                    | Erik Zabel            | Allemagne             | Deutsche Telekom      | 34 pts                |
| 3e                    | Robbie McEwen         | Australie             | Rabobank              | 26 pts                |
| 4e                    | Laurent Jalabert      | France                | ONCE                  | 24 pts                |
| 5e                    | Gian Matteo Fagnini   | Italie                | Saeco-Cannondale      | 24 pts                |

| Classement par points | Classement par points | Classement par points | Classement par points | Classement par points |
| Coureur               | Coureur               | Pays                  | Équipe                | Points                |
| --------------------- | --------------------- | --------------------- | --------------------- | --------------------- |
| 1er                   | Tom Steels            | Belgique              | Mapei-Bricobi         | 35 pts                |
| 2e                    | Erik Zabel            | Allemagne             | Deutsche Telekom      | 34 pts                |
| 3e                    | Robbie McEwen         | Australie             | Rabobank              | 26 pts                |
| 4e                    | Laurent Jalabert      | France                | ONCE                  | 24 pts                |
| 5e                    | Gian Matteo Fagnini   | Italie                | Saeco-Cannondale      | 24 pts                |

| Classement de la montagne | Classement de la montagne | Classement de la montagne | Classement de la montagne | Classement de la montagne |
| Coureur                   | Coureur                   | Pays                      | Équipe                    | Points                    |
| ------------------------- | ------------------------- | ------------------------- | ------------------------- | ------------------------- |
| 1er                       | Stefano Zanini            | Italie                    | Mapei-Bricobi             | 10 pts                    |
| 2e                        | Jens Voigt                | Allemagne                 | Gan                       | 7 pts                     |
| 3e                        | Francisco Benítez         | Espagne                   | Vitalicio Seguros         | 5 pts                     |
| 4e                        | Jacky Durand              | France                    | Casino                    | 3 pts                     |
| 5e                        | Juan José de los Ángeles  | Espagne                   | Kelme-Costa Blanca        | 1 pt                      |

| Classement de la montagne | Classement de la montagne | Classement de la montagne | Classement de la montagne | Classement de la montagne |
| Coureur                   | Coureur                   | Pays                      | Équipe                    | Points                    |
| ------------------------- | ------------------------- | ------------------------- | ------------------------- | ------------------------- |
| 1er                       | Stefano Zanini            | Italie                    | Mapei-Bricobi             | 10 pts                    |
| 2e                        | Jens Voigt                | Allemagne                 | Gan                       | 7 pts                     |
| 3e                        | Francisco Benítez         | Espagne                   | Vitalicio Seguros         | 5 pts                     |
| 4e                        | Jacky Durand              | France                    | Casino                    | 3 pts                     |
| 5e                        | Juan José de los Ángeles  | Espagne                   | Kelme-Costa Blanca        | 1 pt                      |

| Classement du meilleur jeune | Classement du meilleur jeune | Classement du meilleur jeune | Classement du meilleur jeune    | Classement du meilleur jeune |
| Coureur                      | Coureur                      | Pays                         | Équipe                          | Temps                        |
| ---------------------------- | ---------------------------- | ---------------------------- | ------------------------------- | ---------------------------- |
| 1er                          | Jan Ullrich                  | Allemagne                    | Deutsche Telekom                | 4 h 39 min 15 s              |
| 2e                           | Nicolas Jalabert             | France                       | Cofidis-Le Crédit par Téléphone | + 7 s                        |
| 3e                           | Giuseppe Di Grande           | Italie                       | Mapei-Bricobi                   | + 8 s                        |
| 4e                           | Rik Verbrugghe               | Belgique                     | Lotto-Mobistar                  | + 8 s                        |
| 5e                           | Stuart O'Grady               | Australie                    | Gan                             | + 10 s                       |

| Classement du meilleur jeune | Classement du meilleur jeune | Classement du meilleur jeune | Classement du meilleur jeune    | Classement du meilleur jeune |
| Coureur                      | Coureur                      | Pays                         | Équipe                          | Temps                        |
| ---------------------------- | ---------------------------- | ---------------------------- | ------------------------------- | ---------------------------- |
| 1er                          | Jan Ullrich                  | Allemagne                    | Deutsche Telekom                | 4 h 39 min 15 s              |
| 2e                           | Nicolas Jalabert             | France                       | Cofidis-Le Crédit par Téléphone | + 7 s                        |
| 3e                           | Giuseppe Di Grande           | Italie                       | Mapei-Bricobi                   | + 8 s                        |
| 4e                           | Rik Verbrugghe               | Belgique                     | Lotto-Mobistar                  | + 8 s                        |
| 5e                           | Stuart O'Grady               | Australie                    | Gan                             | + 10 s                       |

| Classement par équipes | Classement par équipes          | Classement par équipes | Classement par équipes |
| Équipe                 | Équipe                          | Pays                   | Temps                  |
| ---------------------- | ------------------------------- | ---------------------- | ---------------------- |
| 1re                    | Festina-Lotus                   | France                 | 13 h 48 min 51 s       |
| 2e                     | Gan                             | France                 | + 7 s                  |
| 3e                     | Cofidis-Le Crédit par Téléphone | France                 | + 16 s                 |
| 4e                     | US Postal Service               | États-Unis             | + 17 s                 |
| 5e                     | Deutsche Telekom                | Allemagne              | + 18 s                 |

| Classement par équipes | Classement par équipes          | Classement par équipes | Classement par équipes |
| Équipe                 | Équipe                          | Pays                   | Temps                  |
| ---------------------- | ------------------------------- | ---------------------- | ---------------------- |
| 1re                    | Festina-Lotus                   | France                 | 13 h 48 min 51 s       |
| 2e                     | Gan                             | France                 | + 7 s                  |
| 3e                     | Cofidis-Le Crédit par Téléphone | France                 | + 16 s                 |
| 4e                     | US Postal Service               | États-Unis             | + 17 s                 |
| 5e                     | Deutsche Telekom                | Allemagne              | + 18 s                 |

## Abandons
aucun